# Ignacio Esnaola
Ignacio Esnaola, nacido a principios del siglo XX en Guipúzcoa (España), fue un ciclista español, profesional entre los años 1947 y 1950, durante los que consiguió trece victorias.
Era un corredor que andaba bien en todos los terrenos, logrando un gran número de victorias en carreras regionales. Fue su victoria más destacada el Campeonato de España de Ciclocrós de 1950.

## Palmarés
| 1944 - Clásica de Ordizia 1945 - Clásica de Ordizia 1947 - Galdakano 1948 - Soraluze - Cegama - Zamudio - Vuelta al Baztán - Ondárroa - Circuito de Torrelavega | 1950 - Campeonato de España de Ciclocrós - Subida a Barzar - Circuito san Antonio - Vitoria - Orio - Vuelta al Valle de Leniz - Llodio |

## Equipos
- Independiente (1947)
- Real Sociedad (1948-1950)